# Jeff Beck's Guitar Shop
Jeff Beck's Guitar Shop es el quinto álbum de estudio del guitarrista británico Jeff Beck, publicado por Epic Records en 1989. Alcanzó la posición número 49 en la lista estadounidense Billboard 200 y ganó un Premio Grammy en la categoría de mejor interpretación de rock instrumental.

## Lista de canciones
| N.º | Título             | Duración |  |
| 1.  | «Guitar Shop»      | 5:03     |  |
| 2.  | «Savoy»            | 3:52     |  |
| 3.  | «Behind the Veil»  | 4:55     |  |
| 4.  | «Big Block»        | 4:09     |  |
| 5.  | «Where Were You»   | 3:17     |  |
| 6.  | «Stand on It»      | 4:59     |  |
| 7.  | «Day in the House» | 5:04     |  |
| 8.  | «Two Rivers»       | 5:25     |  |
| 9.  | «Sling Shot»       | 3:07     |  |

## Créditos
- Jeff Beck – guitarra
- Tony Hymas – teclados
- Terry Bozzio – batería, percusión, voces